# Mario Álvaro Cartagena López
Mario Álvaro Cartagena López alias El Guaymas o Rogelio (Guaymas, Sonora, 1952-Ciudad de México, 13 de julio de 2021) fue un guerrillero y activista mexicano, integrante de la Liga Comunista 23 de Septiembre y del Comité 68 Pro Libertades Democráticas.

## Biografía
Cartagena se unió a la Liga Comunista 23 de Septiembre a principios de los años 70. Fue apresado por primera vez el 19 de enero de 1974, siendo además víctima de tortura, y encarcelado en el penal de Guadalajara. Se fugó de dicho penal en la fuga del 22 de enero de 1976. Ya en libertad, se reintegró a las actividades guerrilleras de la Liga Comunista 23 de Septiembre fuera de Guadalajara.
Fue detenido en la colonia Del Valle de la capital mexicana el 5 de abril de 1978, tras recibir siete disparos al ser confundido con un delincuente común. Una vez detenido, Cartagena fue extraído por la Brigada Blanca de la sede de la Cruz Roja Mexicana para ser trasladado al Campo Militar Número Uno del Ejército Mexicano, donde fue torturado. En el transcurso de la misma, El Guaymas fue una de las últimas personas en ver con vida a Alicia de los Ríos Merino. Como secuela de la tortura, le fue amputada una pierna en el Hospital Central Militar. Gracias a la movilización social y el apoyo de organizaciones como el Comité Eureka y Amnistía Internacional para presionar al Gobierno de México, Cartagena salvó la vida. Fue liberado tras la Ley de amnistía de 1978, en 1982.
Tras ser liberado, desempeñó distintos oficios, incluido el de mantenimiento en el Metro de la Ciudad de México. A la par mantuvo un activismo por la presentación con vida de sus compañeros e integró el Comité 68 Pro Libertades Democráticas.
Falleció la mañana del 13 de julio de 2021, en una cirugía de emergencia. En la Cámara de Diputados de México se dio un minuto de silencio, en su honor.